# ۶۶ جی تک‌شاخ
۶۶ G. تک‌شاخ یک ستاره است که در صورت فلکی تک‌شاخ قرار دارد.